# Юсупов, Борис Николаевич
Князь Борис Николаевич Юсупов (1794—1849) — российский помещик и благотворитель, гофмейстер из рода Юсуповых. Единственный сын и наследник князя Н. Б. Юсупова. Владелец богатейших имений и устроитель усадьбы Ракитное.

## Биография

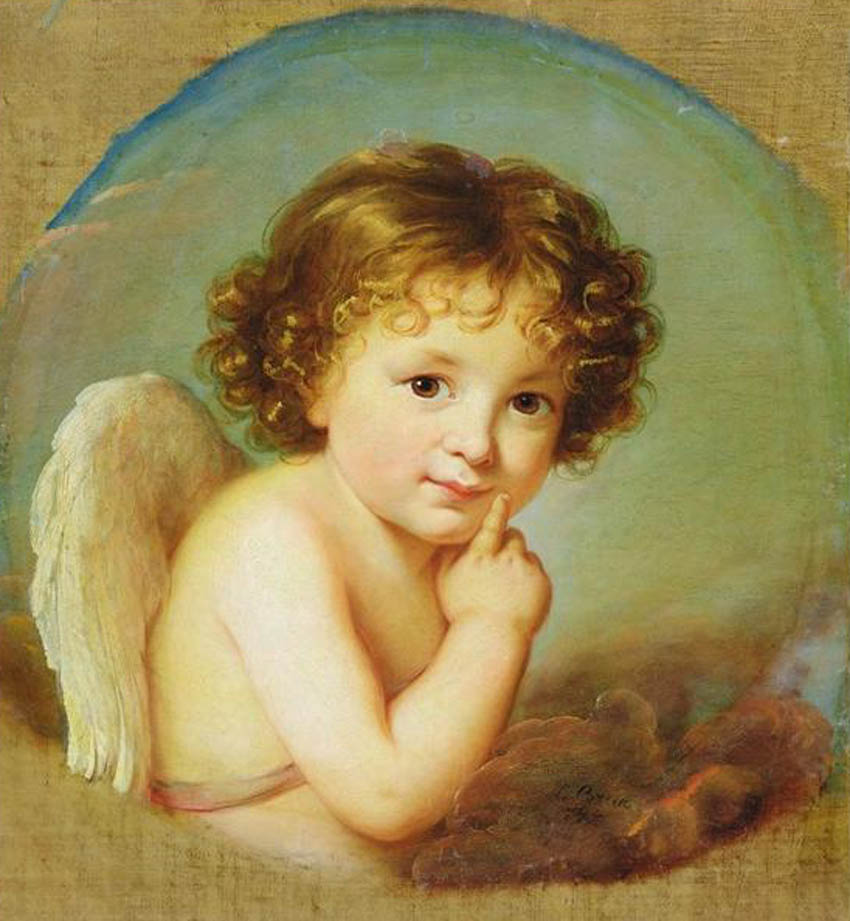
Борис Юсупов в образе Купидона, 1797

Родился 9 (20) июля 1794 года в семье князя Николая Борисовича Юсупова и Татьяны Васильевны, племянницы и наследницы князя Потёмкина-Таврического. При крещении восприемником был великий князь Павел Петрович. Ещё в детстве Боренька, как его называли в семье, получил Мальтийский орден, а от отца к нему перешло потомственное командорство ордена св. Иоанна Иерусалимского. Младший брат его умер в младенчестве (около 1796 года).
Первоначальное воспитание получил в родительском доме под присмотром матери, а затем провёл несколько лет в модном французском пансионе, которым заведовал в Петербурге известный аббат Карл Николь, впоследствии бывший директором Ришельевского лицея в Одессе. Выдержав экзамен в С.-Петербургском педагогическом институте, князь Юсупов с августа 1815 года стал служить в Министерстве иностранных дел. В 1817 году был пожалован придворным званием камергера.

### Служба
Несметное богатство делало Юсупова вполне независимым; ему не было надобности прибегать к лицемерию; он не дорожил службой и постоянно ссорился с важными лицами, навлекая на себя их неудовольствие своими колкими остротами и насмешками. По утверждению графа М. А. Корфа князь Юсупов имел:
… Разные причудливые странности и репутацию ограниченного ума... ничем не стеснялся в выражениях своих мыслей и понятий, ни в свете, ни даже в разговорах с Государем, и позволял себе такую непринужденную откровенность изъяснений, которой не спустили бы никому другому.
Отставка в 1822 году графа Каподистрия, непосредственного начальника Юсупова, сделала его службу менее привлекательной; ссора с отцом, который недолюбливал сына из-за неудавшегося сватовства без его ведома, всё это вынудило Бориса Николаевича просить в 1824 году отпуск.
Полтора года он путешествовал по Европе. По возвращении был назначен для сопровождения из Белёва в Петербург тела умершей императрицы Елизаветы Алексеевны. Вскоре Юсупов был произведён в чин церемониймейстера (1826) и получил назначение быть членом Короновальной комиссии императора Николая І. В 1829 году Юсупов был награждён орденом Святого Владимира 3-й степени, служил в Министерстве финансов. В 1833 году был произведён в действительные статские советники. В 1837 году по прошению своему он получил увольнение от службы, но вскоре к ней вернулся.
С 1839 года Юсупов был почетным опекуном С.-Петербургского присутствия, заведуя опекою вдов, сирот и питомцев Воспитательного дома. В том же году петербургское дворянство избрало его уездным предводителем, а царскосельское — своим представителем в Петербурге. Юсупов управлял несколько лет экспедициями знака отличия беспорочной службы и ордена Святой Анны, состоял членом мануфактурного совета при Министерстве финансов и управляющим Экспедицией карточного сбора, занимался урегулированием производства и продажи игральных карт.
В 1840 году был пожалован придворным званием «в должности гофмейстера». С 1841 года был членом Комиссии о ремесленниках.

### Частная жизнь

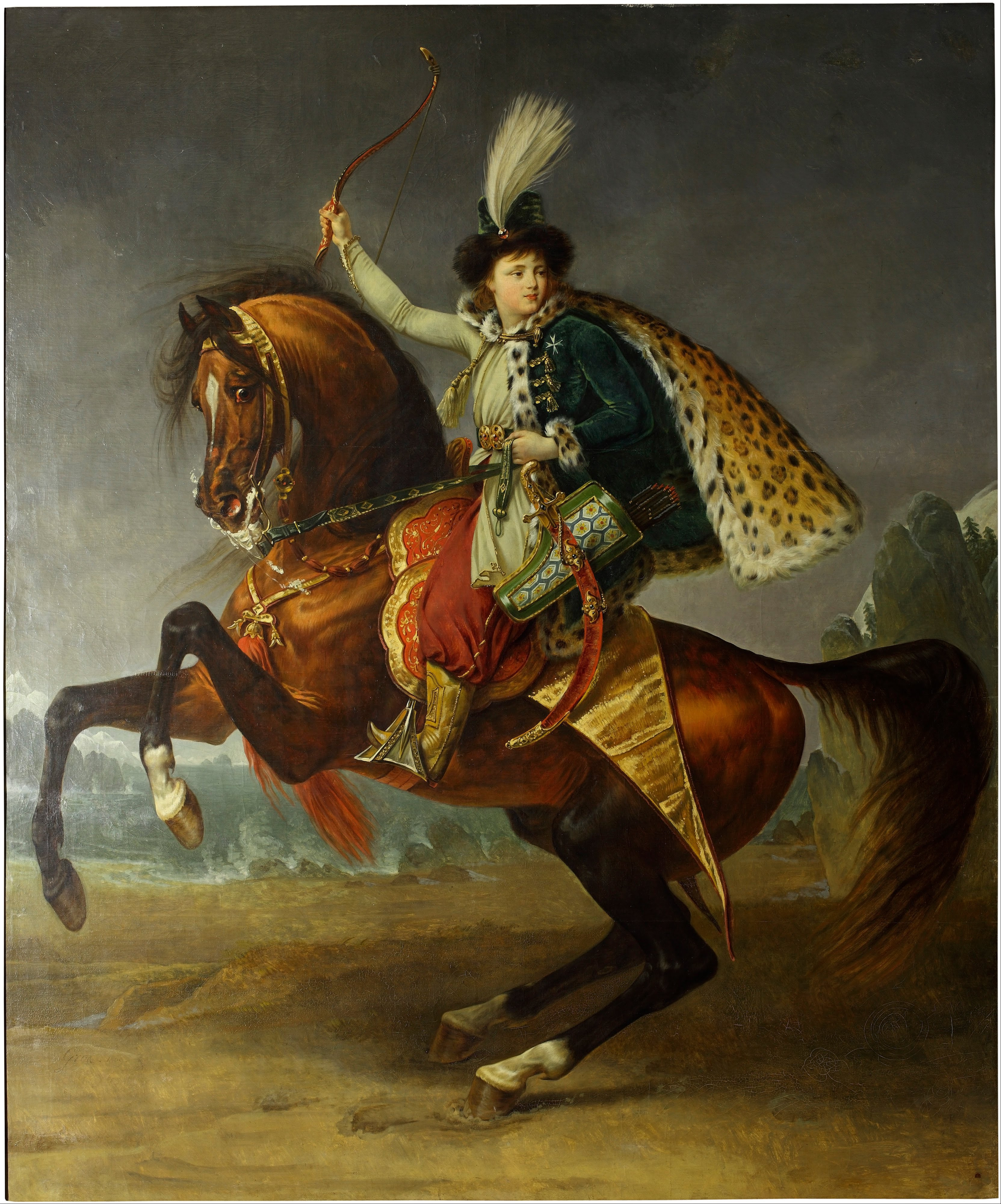
А. Ж. Гро. Борис Юсупов в 15 лет.

После смерти отца летом 1831 года от холеры, Борису Николаевичу досталось огромное наследство — 250 тысяч десятин земли, более 40 тысяч крестьян в разных губерниях России, а вместе с тем и колоссальный долг около 2 млн рублей. Князь Юсупов, в молодости кутила, с годами стал человеком расчетливым. Он не был столь общительным, как отец, и считал все его увлечения бесполезной тратой денег и барскими замашками.
Живя постоянно в Петербурге, Юсупов почти не бывал в любимом его отцом Архангельском. Для раздачи долгов он отдал на откуп пруды для ловли рыбы, продал Московскому университету ботанический сад, а бесценную коллекцию из усадьбы начал перевозить в свой петербургский дворец на Мойке, пока император Николай Павлович, помнивший Архангельское в расцвете, не сказал князю, чтобы он Архангельского своего не опустошал.

Хороший хозяйственник, Юсупов выдал вольные своим крепостным и этим поступком, странным на взгляд окружающих, в краткие сроки ликвидировал все собственные и отцовские долги. Более того, стал тайным ростовщиком и состояние семьи удесятерил, скупая заводы и шахты Донбасса. Злоязычный князь П. В. Долгоруков писал:
… Вследствие благородной своей профессии ростовщика, у князя Бориса была контора в Петербурге, а в Москве комиссионером у него был известный промышленник Гаврила Волков, который сказал мне однажды: «Покойный князь Борис Николаевич был человек коммерческий; мы с ним промахов не давали; стреляли и толстых тетеревей, и мелкую бекасину».
Князь Юсупов владел имениями в семнадцати губерниях, старался регулярно их объезжать, и при нём они процветали. В своих поместьях он открывал больницы, снабжал их лекарствами, содержал при них врачей и аптекарей. Во время холеры в Курской губернии, он не побоялся приехать в своё село Ракитное, где была эпидемия; не опасаясь заразы, всюду ходил по селу. Во время страшного неурожая, постигшего Россию в 1834—1835 году, когда рожь продавалась в восемь раз дороже обыкновенной цены, Юсупов кормил в своих имениях до 70 000 человек, не прибегая к пособиям правительства. В письме к одному из управляющих князь писал:
Вы должны знать мои мысли, что все богатство свое я поставляю в благоденствии моих крестьян… прозорливый помещик тогда богат, когда крестьяне в хорошем состоянии и когда они благословляют жребий свой.

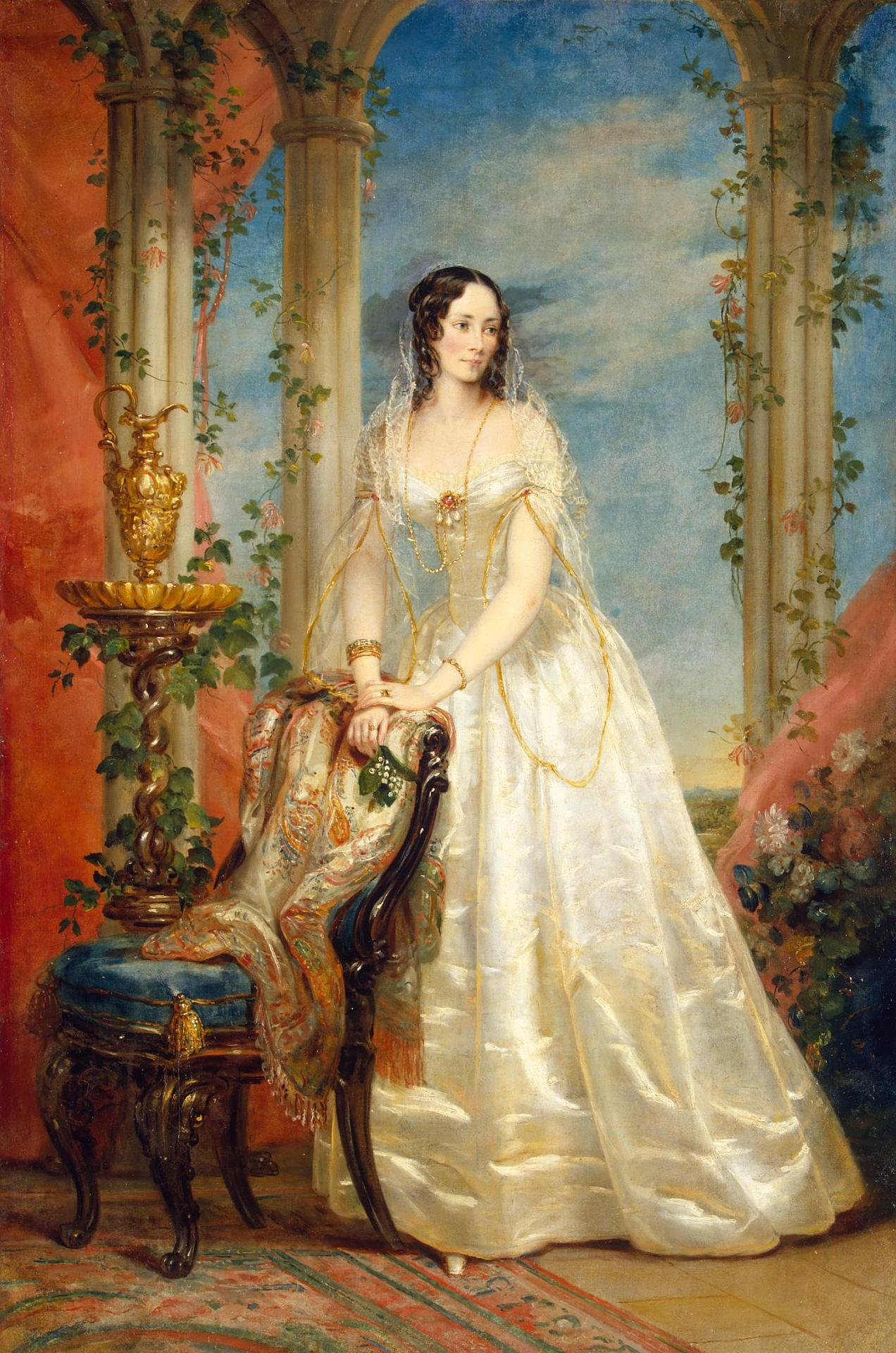
Зинаида Ивановна, жена

Своё утро князь Юсупов посвящал служебным и хозяйственным делам, днём он принимал у себя своих приятелей и знакомых, а вечерами всегда бывал в театре. Прагматичный Борис Николаевич в домашней жизни чуждался роскоши, эту его черту отмечали многие современники. Он часто был объектом насмешек в свете. Князь А. М. Мещерский называл Юсупова чрезвычайно расчётливым человеком со своеобразным характером.
Великолепные балы, которые давал Юсупов, писатель В. А. Соллогуб находил «лишенными оттенка врожденного щегольства и барства», а самому князю приписывал «легендарную скаредность», заставлявшую его при встрече Государя и Государыни тут же отдавать хозяйственные приказания в роде того, чтобы «выездному их величеств дали два стакана чаю, а кучеру один».
Пожертвовал 73 300 рублей Попечительскому совету заведений общественного призрения в Санкт-Петербурге на городские богадельни.

### Последние годы
В 1845 году князь Юсупов был пожалован чином гофмейстера. Летом 1849 года он был назначен Главным директором выставки промышленных произведений в Петербурге. Срок для открытия выставки был коротким, ему надо было в одно время заботиться и о приготовлении места для выставки, и всеми распоряжениями по её размещению и открытию. Желая ускорить труды, Борис Николаевич проводил целые дни в обширных залах среди толпы работников, давая им приказания по всем частям выставки. Здоровье его, уже расстроенное перенесенной холерой, не могло на этот раз вынести сырости и холода. He обращая внимания на признаки болезни, Юсупов не переставал распоряжаться работами до окончания выставки, и жертва своего усердия, подвергся тифозной горячке.
Умер от простудной подагры 25 октября (6 ноября) 1849 года в Санкт-Петербурге, его тело было перевезено в подмосковное село Спасское-Котово, где он завещал похоронить себя в Спасской церкви рядом с отцом. На гробнице его была вырезана надпись, написанная им самим при жизни: «Здесь лежит русский дворянин, князь Борис, княжъ Николаев, сын Юсупов», дата рождения и смерти, а под ними была написана по-французски его любимая поговорка: «Честь превыше всего».

## Семья

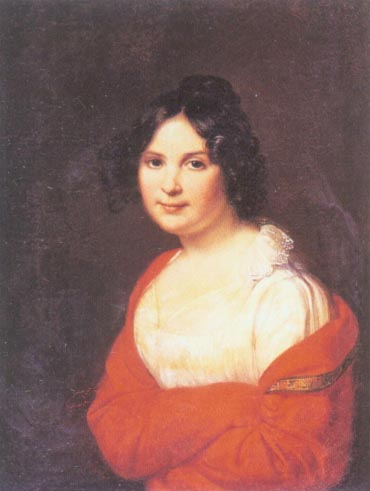
Прасковья Павловна (1812)

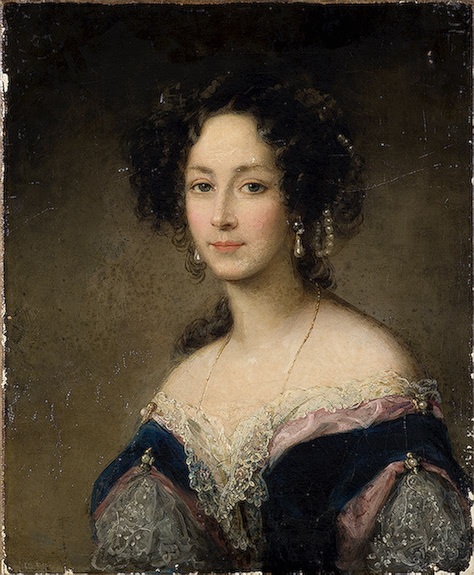
Зинаида Ивановна (1840-е)

Первая жена (c 1 сентября 1815 года) — княжна Прасковья Павловна Щербатова (06.07.1795—17.10.1820), дочь сенатора П. П. Щербатова. К. Я. Булгаков в 1820 году писал брату в Москву:

Третьего дня здесь, ко всеобщему сожалению, умерла молодая Юсупова, жена так называемого Бореньки, урожденная княжна Щербатова. Неловко родила и истекла кровью. Видя неминуемый себе конец, она со всеми простилась и приготовилась к переходу из сей жизни в вечную. Все её любили, и все о ней сожалеют: да и подлинно жалко! У нас здесь все страсть принуждать природу или, лучше сказать, торопить её. Оставили бы натуру действовать, так бы родила, может быть, благополучнее; а тут, говорят, стали вынимать ребёнка, да вместе с ним что-то и оторвали. Впрочем, это слухи, может быть, и несправедливые, а правда только, что молодая милая женщина преждевременно умерла.
А. Я. Булгаков отвечал: «Как поразила меня смерть бедной Юсуповой! Кровь с молоком, молода, богата, все не помогло! Бедная эта Юсупова не могла ни одного раза родить, бывши 4 или 5 раз брюхатою. Может быть, и подлинно виноваты были акушеры». После отпевания в Исаакиевском соборе Юсупова была похоронена в семейном склепе при Спасской церкви в с. Котове Московского уезда. Дочь:
- Марфа Борисовна (15.10.1820[15]—21.10.1820), крещена 21 октября в Исаакиевском соборе, крестница графа А. И. Рибопьера. Похоронена рядом с матерью в Спасской церкви.

Вторая жена (с 1827 года) — Зинаида Ивановна Нарышкина (02.02.1809—16.10.1893), фрейлина, известная красавица, дочь майора И. Д. Нарышкина, внучка И. Н. Римского-Корсакова и графини Е. П. Строгановой; во втором браке за графом де Шево. Дети:
- Николай Борисович (12.10.1827—1891), последний представитель по мужской линии рода князей Юсуповых. Занимал ряд благотворительных должностей и пост почётного мирового судьи. Был женат на двоюродной сестре фрейлине Татьяне Александровне Рибопьер (1828—1879); их дочь Зинаида была замужем за графом Ф. Ф. Сумароковым-Эльстоном.
- Анастасия Борисовна (ум. при родах в 1829 году).